# P38-mitogenaktivierte Proteinkinasen
p38-mitogenaktivierte Proteinkinasen (p38 MAPK) sind eine Klasse von Proteinen und gehören wie die JNK zur Familie der mitogenaktivierten Proteinkinasen (MAPK). Sie sind in Signalkaskaden (siehe eingehend unter MAP-Kinase-Weg) eingebunden, deren Auslöser externe Stimuli wie Cytokine, Hitzeschock, Strahlung und osmotischen Schock sind. Sie haben darüber Bedeutung für Zelldifferenzierung, Zellwachstum und Apoptose.
Von der p38-MAP-Kinase sind beim Menschen vier paraloge Isoformen bekannt, die p38-α(MAPK14), -β(MAPK11), -γ(MAPK12 oder ERK6) und -δ(MAPK13 oder SAPK4).